# A Night at the Roxbury
A Night at the Roxbury is een Amerikaanse komische film uit 1998 die is opgezet als een parodie (spoof) op hippe discogangers uit de jaren 80. Hoofdrolspelers Will Ferrell en Chris Kattan bouwden hiervoor hun korte sketch The Roxbury Guys uit Saturday Night Live uit tot een avondvullende film.

## Verhaal
De broers Steve (Will Ferrell) en Doug Butabi (Chris Kattan) zien zichzelf als hippe discogangers. Hun belangrijkste doel in het leven is het in de smaak te vallen bij de vrouwen. Helaas voor hen ziet de rest van de wereld ze heel anders. Elke vrouw wijst ze na het zoveelste cliché als openingszin af en geen zelf respecterende discotheek laat ze binnen. Na elk mislukt weekend moeten de broers Butabi doordeweeks weer aan het werk in de bloemenzaak van hun vader Kamehl (Dan Hedaya) en hun aan plastische chirurgie verslingerde moeder Barbara (Loni Anderson). Vader Butabi weet zich amper raad met zijn twee zichzelf voor de gek houdende zoons, hoewel hij (alleen) voor Steve nog een sprankje hoop heeft. De zichzelf telkens voor diens voeten werpende Emily Sanderson (Molly Shannon) ziet Steve als enige wel zitten. Telkens wanneer ze een beetje door lijkt te dringen, springt Doug alleen tussenbeide om te voorkomen dat Steve 'zich verlaagt'.
Wanneer de Butabi's voor de zoveelste keer geweigerd zijn bij hun droomclub The Roxbury, krijgen ze een letterlijk geluk bij een ongeluk. De populaire televisiester Richard Grieco (die zichzelf speelt) botst namelijk achter op hun busje. Aangezien hij in een illegale racewagen rijdt, wil hij voorkomen dat de politie erbij komt en hij aangeklaagd wordt. Hij informeert daarom wat hij voor de Butabi's kan doen. Het antwoord luidt eensgezind: de Roxbury in.
Aan de zijde van Grieco lopen Steve en Doug wél zo de Roxbury in. De televisiester stelt ze daarin voor aan de eigenaar, Benny Zadir (Chazz Palminteri). Die heeft wel plezier in de jongens en laat ze vertellen over hun ideeën voor een eigen discotheek. De Roxbury zit niettemin ook vol met vrouwen die op zoek zijn naar mannen met geld. Wanneer Vivica (Gigi Rice) en Cambi (Elisa Donovan) de broers bij eigenaar Zadir zien zitten, zien ze gouden bergen aan de horizon. Wanneer de twee geldjagers Steve en Doug proberen te versieren, gaat ze dit vervolgens verrassend makkelijk af.

## Rolverdeling
| Acteur                | Personage              | Beschrijving                                                                    |
| --------------------- | ---------------------- | ------------------------------------------------------------------------------- |
| Michael Clarke Duncan | Portier van de Roxbury |                                                                                 |
| Jennifer Coolidge     | 'Hottie Cop'           | die Steve aanhoudt wanneer hij te hard rijdt                                    |
| Meredith Scott Lynn   | 'Credit Vixen'         | die elke dag gebeld wordt door Doug om creditcards op validiteit te controleren |
| Lochlyn Munro         | Craig                  | sportschoolinstructeur en jeugdvriend van Steve en Doug                         |
| Dwayne Hickman        | Fred Sanderson         | Emily's vader                                                                   |
| Maree Cheatham        | Mabel Sanderson        | Emily's moeder                                                                  |
| Colin Quinn           | Dooey                  | Zadirs portier                                                                  |
| Eva Mendes            | Bruidsmeisje           |                                                                                 |
| Mark McKinney         | Father Williams        |                                                                                 |

## Trivia
- In de Saturday Night Live-sketch waaruit A Night at the Roxbury voortkwam, speelde ook Jim Carrey mee. Hij zit niet in de film, maar wordt wel genoemd wanneer Zadir hem in zijn zaak ziet en vertrekt om een praatje met hem te gaan maken.
- In de film worden talloze citaten uit andere films en series gebruikt, zoals het openingslied van Cheers en een dialoog uit de climax van Jerry Maguire (daarin uitgesproken door Tom Cruise en Renée Zellweger).